# Короли рулетки
«Короли рулетки» (англ. The Pelayos) — фильм испанского режиссёра Эдуарда Кортеса.
«Короли рулетки» — это авантюрная комедия, стремительное действие, настоящий саспенс, любовь, путешествия и азартные игры, когда «всё или ничего».
Это реальная история о людях, открывших законный способ «победить» рулетку. Они, известные как семья Пелайо, выигрывали сотни тысяч долларов в казино по всему миру.

## В ролях
| Актёр            | Роль           |
| ---------------- | -------------- |
| Даниэль Брюль    | Иван Пелайо    |
| Луис Омар        | Гонсало Пелайо |
| Эдуард Фернандес | «бестия»       |
| Бланка Суарес    | Ингрид         |
| Висенте Ромеро   | Балон          |
| Марина Салас     | Ванесса        |